# Robert J. Barro
Robert Joseph Barro (* 28. September 1944 in New York City) ist ein US-amerikanischer Wirtschaftswissenschaftler und Professor an der Harvard University. Er gilt als einflussreicher Ökonom der Gegenwart. Er ist unter anderem durch die theoretische Betrachtung und Weiterentwicklung der ricardianischen Äquivalenz und der ökonomischen Wachstumstheorie bekannt geworden.

## Beruflicher Werdegang und Forschung
Barro absolvierte 1970 seinen Ph.D. an der Harvard University, wo er seit 1986 Professor für Ökonomie ist. Seit 1980 ist er Fellow der Econometric Society. Seine Artikel zählen zu den meistzitierten in den referierten ökonomischen Fachzeitschriften. Daher gilt er auch seit Längerem als Favorit für den Nobelpreis für Ökonomie. Gemeinhin wird Barro zu den Vertretern der angebotsorientierten Makroökonomie gezählt.
Obwohl ursprünglich ein Anhänger nicht-walrasianischer und keynesianischer Konzepte, wandte er sich schon zu Anfang seiner akademischen Karriere der Neuen Klassischen Makroökonomik zu und wurde einer der wichtigsten Vertreter der Theorie der rationalen Erwartung. 1974 veröffentlichte er seine erste Arbeit zur Analyse der ricardianischen Äquivalenzhypothese, die seitdem auch Barro-Ricardo Äquivalenzhypothese genannt wird, und eine der meistzitierten ökonomischen Arbeiten ist. In seiner 1976 veröffentlichten Arbeit Rational Expectations and the Role of Monetary Policy argumentiert Barro, aufbauend auf den Arbeiten Friedmans, Sargents und Lucas’, dass die Geldpolitik keinen Einfluss auf die anderen Größen (insbesondere Output, Arbeitslosigkeit und Zinsen) einer Volkswirtschaft hat (eine der Kernthesen des Monetarismus).
In seinen Arbeiten der 1980er Jahre geht er verstärkt auf die Rolle der Zentralbanken ein. Er argumentiert, dass die Zentralbank aufgrund politischen Drucks gezwungen sein könnte, ihre Inflationsziele gegenüber einer kurzfristig geringeren Arbeitslosigkeit (Phillips-Kurve) zu vernachlässigen. Er plädiert daher für eine unabhängige Zentralbank, die ausschließlich geldpolitische Ziele verfolgt, wie beispielsweise die Europäische Zentralbank oder die Deutsche Bundesbank. Weiterhin prägte er maßgeblich die Theorie realer Konjunkturzyklen und seit den 1990er Jahren die Theorie des Wirtschaftswachstums.
1988 wurde Barro in die American Academy of Arts and Sciences gewählt.

## Privates
Sein Sohn Josh Barro ist Journalist bei Business Insider. 2012 wurde dieser vom Forbes Magazine als einer der „30 hellsten Sterne unter 30“ gewählt.

## Schriften (Auswahl)
- mit Herschel I. Grossman: A General Disequilibrium Model of Income and Employment. In: The American Economic Review. Bd. 61, Nr. 1, 1971, S. 82–93, JSTOR:1910543.
- Are Government Bonds Net Wealth? In: Journal of Political Economy. Bd. 82, Nr. 6, 1974, S. 589–610, JSTOR:1830663.
- Rational Expectations and the Role of Monetary Policy. In: Journal of Monetary Economics. Bd. 2, Nr. 1, 1976, S. 1–32, doi:10.1016/0304-3932(76)90002-7.
- mit David B. Gordon: Rules, Discretion and Reputation in a Model of Monetary Policy. In: Journal of Monetary Economics. Bd. 12, Nr. 1, 1983, S. 101–121, doi:10.1016/0304-3932(83).90051-X.
- mit David B. Gordon: A Positive Theory of Monetary Policy in a Natural Rate Model. In: Journal of Political Economy. Bd. 91, Nr. 4, 1983, S. 589–610, JSTOR:1831069.
- mit Xavier Sala-i-Martín: Economic Growth. McGraw-Hill, New York NY u. a. 1995, ISBN 0-07-003697-7 (Deutsche Ausgabe: Wirtschaftswachstum. Oldenbourg, München u. a. 1998, ISBN 3-486-23535-4).
- Macroeconomics. A Modern Approach. International student edition. Thompson South Western, Mason OH u. a. 2008, ISBN 978-0-324-54567-8.